# Форт-Ричардсон (кладбище)
Форт-Ричардсон (англ. Fort Richardson National Cemetery) — национальное кладбище в США, расположенное близ города Анкоридж на Аляске. Фактически находится на территории одноимённой военной базы. Площадь кладбища составляет 16 гектар. К концу 2020 года на нем было захоронено более 8 тысяч человек. На протяжении значительной части года доступ к могилам затруднен из-за снежного покрова.

## История
Кладбище было создано в годы Второй мировой войны и предназначалось для погребения военнослужащих разных стран, погибших на территории Аляски. После войны многие останки были эксгумированы и возвращены на родину. Однако некоторые захоронения сохранились, включая 235 японских солдат, погибших в сражении за Алеутские острова; в 1953 году их останки были эксгумированы и кремированы по обрядам синтоизма и буддизма при участии представителей японских властей. В 1981 году усилиями японской диаспоры Анкориджа был установлен памятный знак на месте их захоронения.
28 мая 1984 года кладбище получило статус национального и перешло в ведение Министерства по делам ветеранов США.

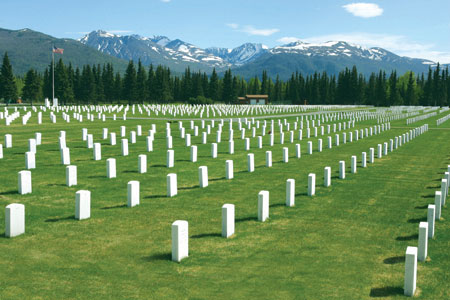
Кладбище в 2020 году

## Могилы советских лётчиков
На территории национального кладбища Форт-Ричардсон захоронены советские лётчики, погибшие в годы Второй мировой войны при выполнении программы ленд-лиза между СССР и США. Их останки были перезахоронены здесь 22 октября 1946 года; до этого они находились на кладбищах в городах Ном и Фэрбенкс. Всего там захоронено 12 пилотов и 2 гражданских лица.
В 2011 году Президент России Дмитрий Медведев объявил благодарность директору кладбища Форт-Ричардсон Вирджинии Уолкер. В документе отмечалось, что «она внесла большой вклад в сохранение и улучшение воинских захоронений советских граждан в Соединённых Штатах».
По завершении саммита Россия — США 15 августа 2025 года президент России Владимир Путин возложил цветы на могилы советских лётчиков.

## Памятники
- Мемориальные каменные ворота в честь майора Кермита Рузвельта, установленные в 1949 году[1].
- Монумент в честь японских солдат. Впервые установлен в 1981 году в память о 235 японцах. В 2002 году он был заменён новым памятником[1].

## Известные захоронения
- Чарльз Фостер Джонс (1879—1942) — метеоролог, казнённый японцами во время Второй мировой войны.
- Кермит Рузвельт (1889—1943) — сын президента США Теодора Рузвельта и майор армии во время Второй мировой войны[1]
- Джеймс Лерой Бондстил (1947—1987) — кавалер Медали Почёта за участие во Вьетнамской войне.
- Роберт О. Боуэн (1920—2003) — писатель и эссеист. Ветеран ВМС США, участник Второй мировой войны.